# Apseudes galapagensis
Apseudes galapagensis är en kräftdjursart som beskrevs av Richardson 1913. Apseudes galapagensis ingår i släktet Apseudes och familjen Apseudidae. Inga underarter finns listade i Catalogue of Life.